# Zingiber fraseri
Zingiber fraseri là một loài thực vật có hoa trong họ Gừng. Loài này được Ida Theilade miêu tả khoa học đầu tiên năm 1996 (xuất bản năm 1998).

## Phân loại
Loài bày bao gồm 3 thứ như sau:
- Zingiber fraseri var. fraseri:[6] Nguyên chủng. Có tại Malaysia bán đảo.
- Zingiber fraseri var. major (Ridl.) Govaerts, 2016[7] (đồng nghĩa: Z. griffithii var. major Ridl., 1899[8], Z. puberulum var. ovoideum Holttum, 1950[9]): Có tại Malaysia bán đảo và Thái Lan bán đảo.
- Zingiber fraseri var. nervifolium (Meekiong & C.K.Lim) Govaerts, 2016[10] (đồng nghĩa: Z. besar var. nervifolium C.K.Lim & Meekiong, 2015[4]): Có tại Malaysia bán đảo.

## Mẫu định danh
Mẫu định danh như sau:
- Zingiber fraseri: Theilade I. 12; thu thập tháng 7 năm 1993, tọa độ 3°43′0″B 101°45′0″Đ / 3,71667°B 101,75°Đ, tại đường số 4 phía sau sân golf, Bukit Fraser, Malaysia. Mẫu holotype lưu giữ tại Đại học Aarhus, Đan Mạch (AAU), mẫu isotype lưu giữ tại Vườn Thực vật Hoàng gia tại Kew (K).[2][11]
- Zingiber fraseri var. major: 
  - H.N. Ridley 9820, thu thập năm 1898 tại Bujang Malacca, Perak, Malaysia. Mẫu lectotype lưu giữ tại Vườn Thực vật Singapore (SING).[12]
  - H.N. Ridley s. n., thu thập tháng 8 năm 1891 ven sông Tahan, Pahang, Malaysia. Mẫu lectotype lưu giữ tại Vườn Thực vật Singapore (SING).[13]
- Zingiber fraseri var. nervifolium: Lim C.K. L12903; thu thập ngày 28 tháng 11 năm 2014, tọa độ 3°19′54″B 101°51′4″Đ / 3,33167°B 101,85111°Đ, tại Janda Baik, Pahang, Malaysia. Mẫu holotype lưu giữ tại Đại học Quốc gia Malaysia ở Bangi, Selangor (UKMB).[4][11]

## Phân bố
Loài này có tại Malaysia bán đảo và Thái Lan bán đảo. Môi trường sống là rừng, ở cao độ 250-1.300 m.

## Mô tả

### Zingiber fraserivar.fraseri
Thân lá thanh mảnh, dài tới 4 m với kiểu phát triển bò lan, các bẹ lá có lông mịn. Lưỡi bẹ dài 2 mm, có lông. Cuống lá dài 2 mm, có lông. Lá hình mác, 14-20 × 3,5–5 cm, nhẵn nhụi. Cụm hoa mọc từ thân rễ, phủ phục. Cán hoa dài tới 8 cm, màu ánh trắng. Cành hoa bông thóc hình trứng tới hình thoi, 12 × 3 cm, thon nhỏ thành đỉnh nhọn. Lá bắc hình mác, 4-5 × 1,5 cm, màu đỏ tươi, có lông, đỉnh nhọn thon. Lá bắc con 3,5 × 0,7 cm, màu ánh trắng. Đài hoa dài 3 cm. Hoa không rõ. Ra hoa tháng 8-9, tạo quả tháng 10.
Gần với Z. griffithii nhưng khác ở chỗ các thân lá dài, bò lan; các lá nhẵn nhụi, hình mác và hẹp hơn; cán hoa phủ phục; cụm hoa hình trứng thon nhỏ thành đỉnh nhọn và các lá bắc/lá bắc con dài hơn.

### Zingiber fraserivar.major
Cây rất to lớn hơn thông thường (so với Z. griffithii), cao 1,5 m, thân mập; các lá hình elip thuôn dài nhọn thon, dài 45 cm, rộng 13 cm, cứng; các bẹ nhẵn nhụi, gần như không cuống lá. Cán hoa dài 5–10 cm. Cành hoa bông thóc hình trứng, nhẵn nhụi, mập, dài ~8 cm, đỉnh không nhọn. Các lá bắc rộng. Hoa dài 7,5 cm, ống tràng dài 5 cm. Tên địa phương: tepus merah, tepus kechil.